# Сигрейв, Генри
Генри Сигрейв (англ. Sir Henry O’Neil de Hane Segrave, 22 сентября 1896, Балтимор, Мэриленд — 13 июня 1930, Уиндермир, Камбрия) — британский автогонщик, обладатель мировых рекордов скорости. Владел тремя рекордами скорости на суше и одним рекордом на воде. Первый человек, который владел рекордами для обеих стихий одновременно. Также он был первым, кто превысил скорость 200 миль в час на суше. Погиб в 1930 году в результате аварии вскоре после установления очередного рекорда. В его честь учреждён приз Сигрейва.

## Биография
Мать Сигрейва была американкой, а отец — ирландцем. Он вырос в Ирландии и посещал Итонский колледж.

### Первая мировая война
В 1914 году начал служить в Йоркширском королевском полку. С января 1916 года служил в Королевском лётном корпусе лётчиком-истребителем. В 1915 и 1916 годах был ранен. После войны в 1919 году перешёл в административный отдел Королевских военно-воздушных сил, но вскоре был вынужден оставить службу из-за последствий боевых ранений.

### Автоспорт

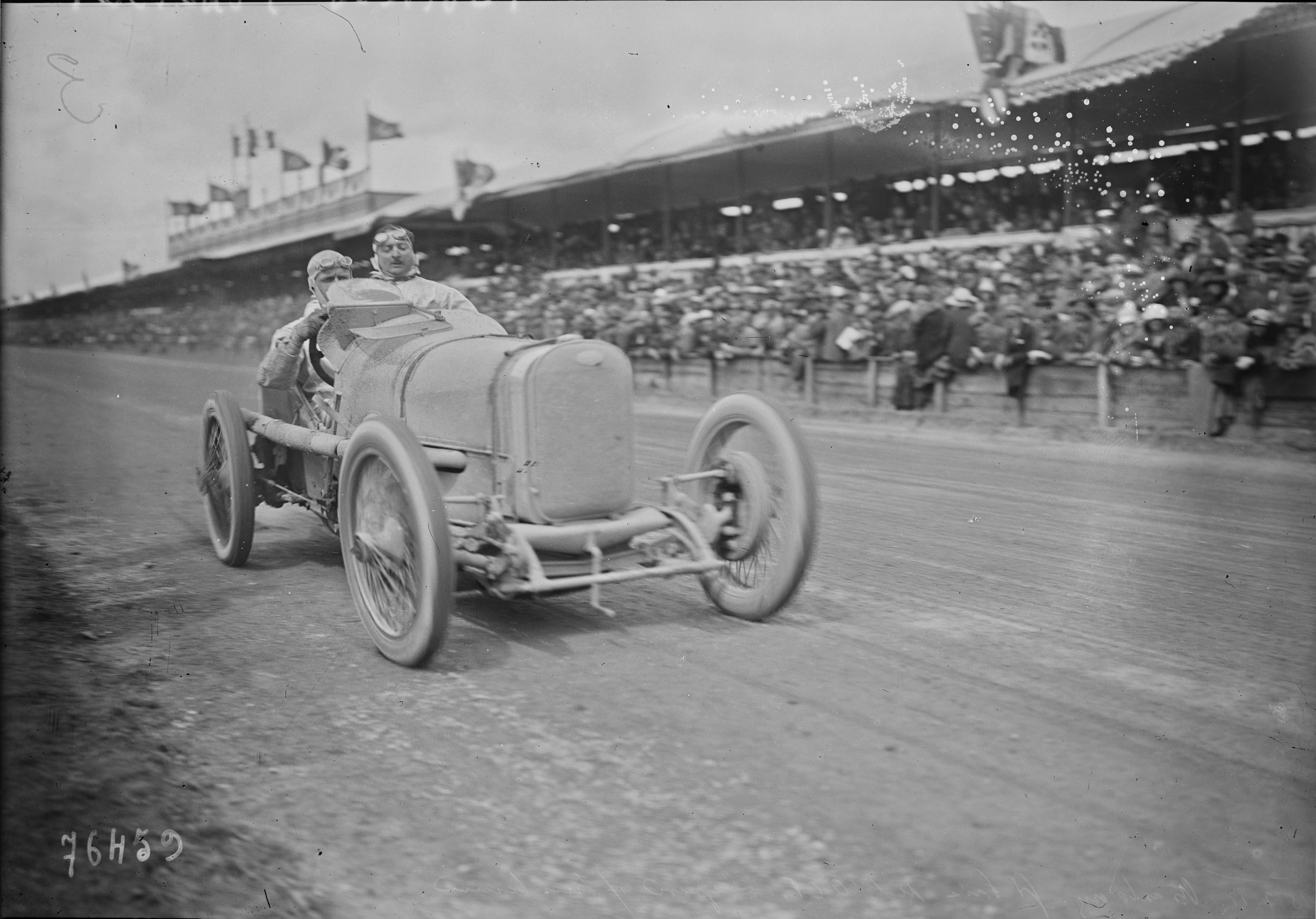
Сигрейв на Гран-при Франции 1922 года в Страсбурге.

Вскоре после окончания войны Сигрейв начал побеждать на соревнованиях. В 1921 году он выиграл свою первую гонку на большие расстояния, которая прошла в Великобритании. 200-мильная гонка для автомобилей с объёмом двигателя 1500 см³ прошла в Бруклендсе (Суррей). Сигрейв выиграл гонку на автомобиле Talbot, изготовленном фирмой Darracq. В 1922 году он был вынужден прервать своё участие в Гран-при Франции из-за химических ожогов. В 1923 году он выиграл Гран-при Франции на автомобиле фирмы Sunbeam Motor Car Company и стал первым британцем, выигравшим гонку на британском автомобиле. В 1924 году Сигрейв выиграл гонку Гран-при Сан-Себастьяна (Испания), а на следующий год принял участие в 24 часах Ле-Мана. После следующей победы в гонке в Мирамасе (Франция) он перестал участвовать в гонках, сосредоточившись на установлении рекордов скорости.

### Авиаконструктор
В конце 1920-х годов, когда у Сигрейва возобновился интерес к полётам, он разработал самолёт для роскошного туризма. Прототип, известный под названием Blackburn Segrave, был деревянным монопланом с двумя двигателями. Первый полёт на нём был совершён 28 мая 1930 года. Но доводка самолёта была через месяц отложена из-за гибели конструктора. Впоследствии были построены три экземпляра этого самолёта из металла.

## Рекорды скорости

### На суше

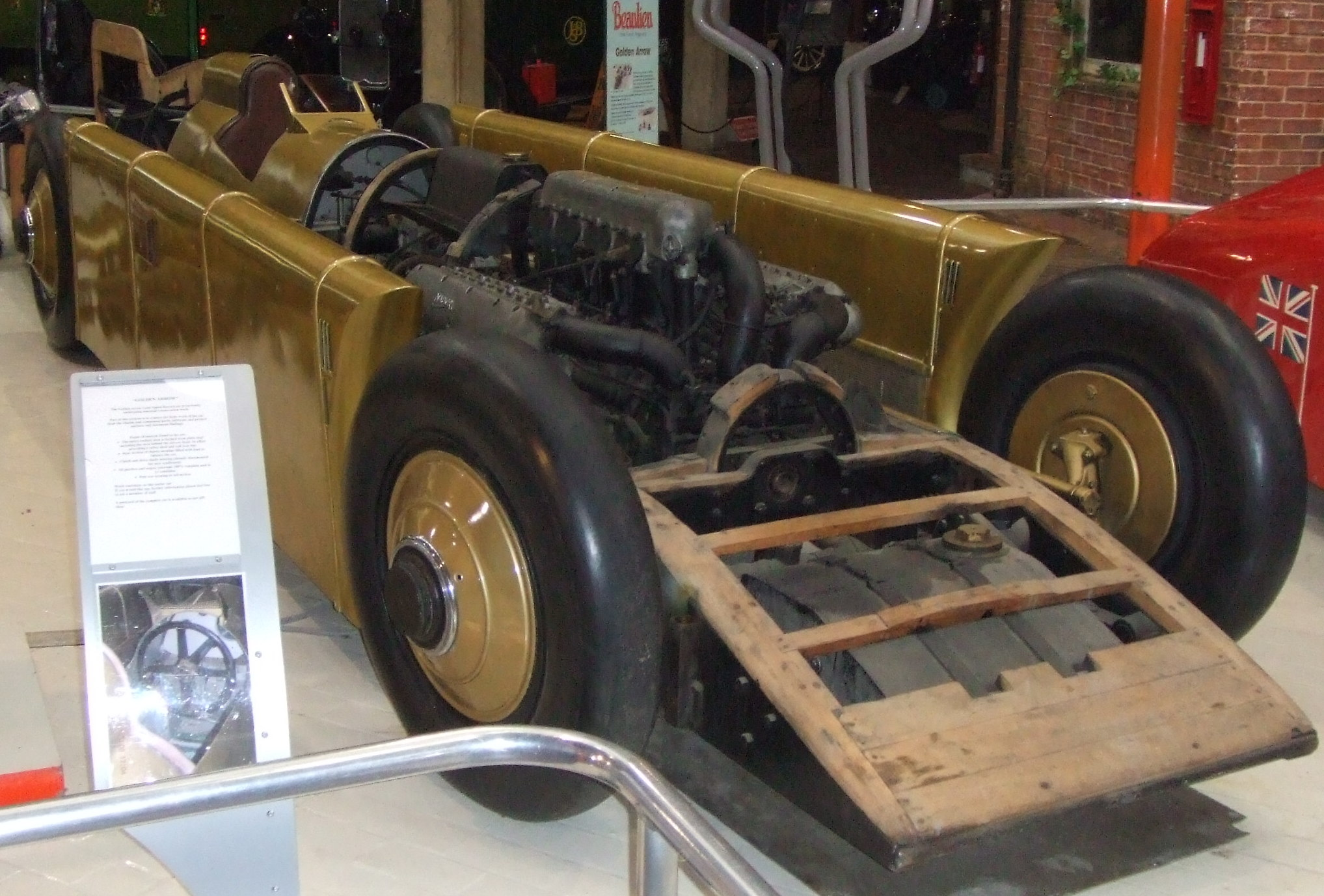
Автомобиль Golden Arrow Генри Сигрейва в Национальном автомобильном музее в Бьюли

16 марта 1926 года Сигрейв установил свой первый рекорд скорости на суше 152,33 мили в час (245,15 км/ч) на автомобиле
Sunbeam Tiger с 4-литровым двигателем на пляже близ Эйнсдейл в Саутпорте (Англия). Рекорд был побит месяц спустя Дж. Г. Перри-Томасом на построенном на заказ автомобиле Babs с V-образным двигателем объёмом 27 литров мощностью 450 л. с.
Через год он стал первым человеком, преодолевшим рубеж 200 миль в час (320 км/ч). 29 марта 1927 года на трассе Daytona Beach and Road Course на автомобиле Sunbeam 1000 hp он достиг скорости 203,79 мили в час (327,97 км/ч).
11 марта 1929 года он установил последний рекорд скорости на суше, и снова на Daytona Beach and Road Course. На новом автомобиле Golden Arrow, построенном для него Джеком Ирвингом, он достиг скорости 231,45 мили в час (372,48 км/ч).
После того как Сигрейв 13 марта того же года стал очевидцем гибели американского гонщика Ли Байбла на Ormond Beach (Флорида), он больше не пытался устанавливать рекорды скорости на суше. Пробег автомобиля Golden Arrow, который больше никогда не использовался, составил 18,74 мили (30 км). В настоящее время этот автомобиль, наряду с другими автомобилями Сигрейва Sunbeam 350 hp и Sunbeam 1000 hp, демонстрируется в Национальном автомобильном музее в Бьюли.
В 90-ю годовщину установления Сигрейвом первого рекорда в марте 2016 года его Sunbeam 1000 hp был привезён на пляж Эйнсдейл, где этот рекорд был установлен.

### На воде

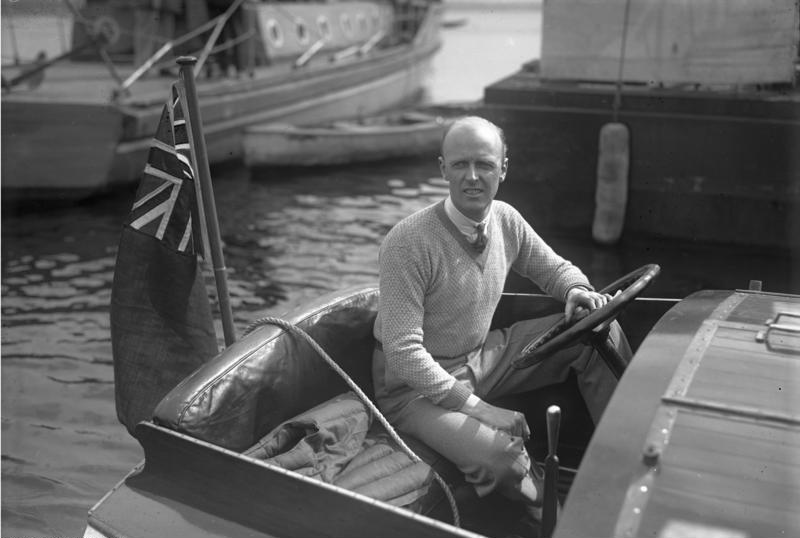
Сигрейв на борту Miss Alacrity. 1929 год

У Сигрейва был катер Miss England I, построенный в 1928 году с целью выиграть Harmsworth Trophy, учреждённый Гарфилдом Вудом. Построенная последним серия катеров Miss America, оснащённых мощными авиационными двигателями, сделала его обладателем целой серии рекордов и первым человеком, достигшим на воде скорости свыше 100 миль в час (160 км/ч). Хотя Сигрейв уже использовал авиационные двигатели для нескольких своих рекордных автомобилей, Miss England I использовала обычный двигатель Napier Lion. Сигрейв полагал, что рекордных скоростей удастся достичь за счёт лёгкого корпуса катера. Гарфилд Вуд, наряду с другими американскими конструкторами, полагал, что дизайн катера Сигрейва недостаточно прочен для высоких скоростей. Вуд предлагал Сигрейву свою помощь в проектировании винта и руля.
После установления рекорда скорости на суше в 1929 году, Сигрейв немедленно уехал в Майами для участия в гонке на катерах с Вудом, которую Сигрейв выиграл. Это было первое поражение американца за девять лет. Сигрейв вернулся в Британию и за свои многочисленные достижения был посвящён в рыцари.

## Гибель

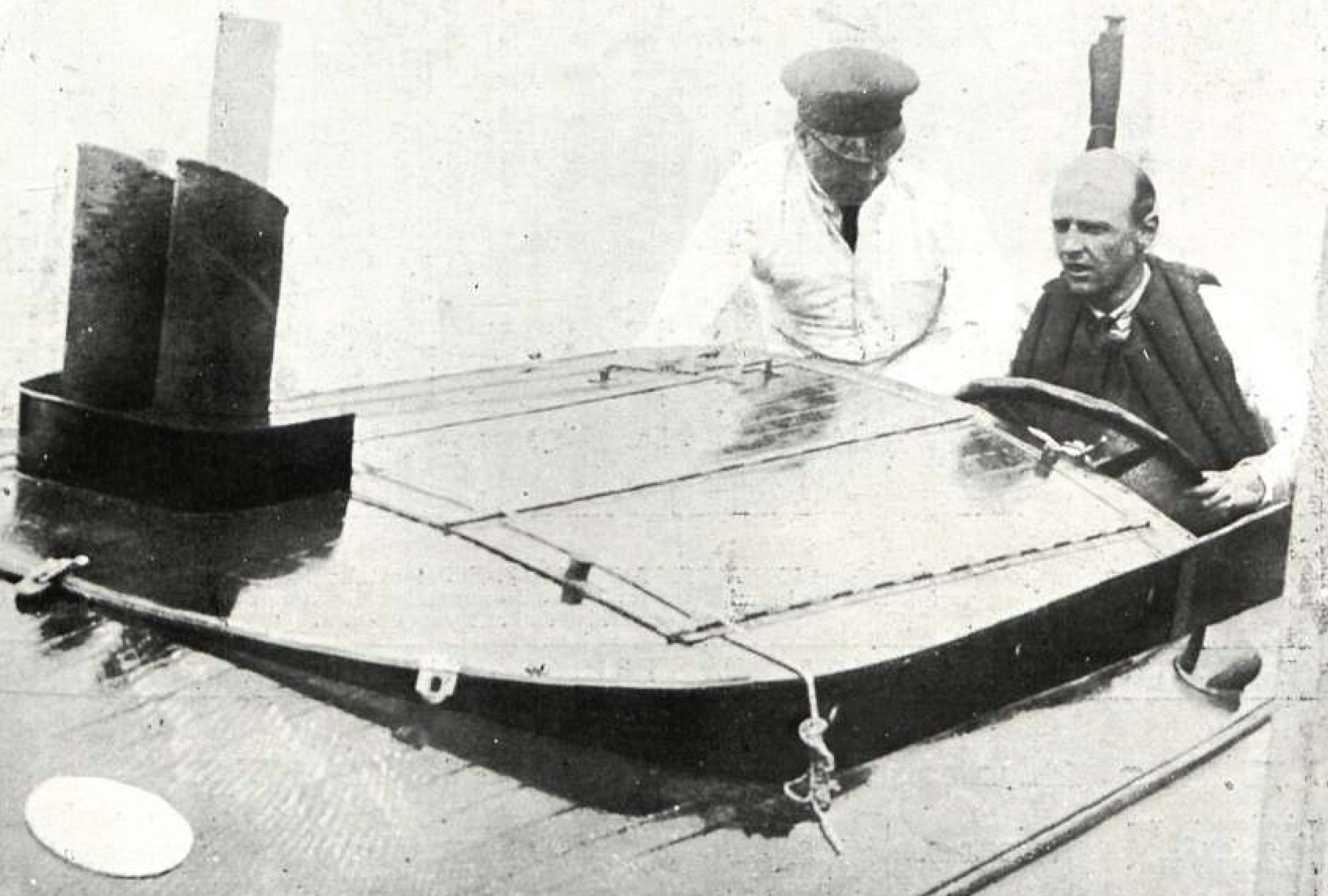
Сигрейв за штурвалом катера Miss England II

В пятницу 13 июня 1930 года на озере Уиндермир Сигрейв на катере Miss England II установил новый рекорд скорости 98,76 мили в час (158,94 км/ч, средняя скорость в двух заездах). Однако во время третьего заезда катер опрокинулся на полной скорости. Главный инженер Виктор Хелливелл погиб в момент катастрофы. Механик Майкл «Джек» Уиллкокс был выброшен из катера и сломал руку. Сигрейв, потерявший сознание в результате аварии, на мгновение очнулся и спросил о судьбе своих товарищей. После того как ему сообщили, что он побил рекорд, он скончался от кровоизлияния в лёгкие. Вблизи места крушения была обнаружена большая ветка, но точная причина аварии так и не была установлена. Было высказано мнение, что причиной мог стать слишком лёгкий корпус катера.
Кай Дон на катере Miss England II впоследствии установил ещё два рекорда скорости на воде.

## Память
В 1930 году был учреждён приз Сигрейва для награждения британцев, показавших выдающиеся достижения в области транспорта на земле, в воздухе или на воде. Приз был учреждён Королевским автомобильным клубом. Этого приза удостоились, в числе других, Малькольм Кэмпбелл (1932), Стирлинг Мосс (1957), Ричард Нобль (1983), Льюис Хэмилтон (2007), Джон Сёртис (2013).